# Závdavek
Závdavek (latinsky arrha, řecky αρραβων) byl drobný dar či symbolická splátka, které si ve starých dobách (zejména ve starověkém Řecku a Římě) vzájemně dávali kontrahenti na znamení dohody při ujednání smlouvy. Dělo se tak kupříkladu při uzavření smlouvy trhové (v římském právu to byla tzv. arrha confirmatoria). Závdavek mohl v případném soudním sporu sloužit jako důkaz o uzavření smlouvy.
V českém právu je závdavek upraven v § 1808 a 1809 občanského zákoníku jako forma potvrzení uzavření smlouvy a zároveň je jím poskytována jistota, že dluh bude splněn. Odevzdán ale musí být nejpozději při uzavření smlouvy. Jestliže pak ke splnění dluhu nedojde, může si druhá strana závdavek ponechat (pokud ho poskytla ona, může žádat dvojnásobek, nebo splnění dluhu, případně náhradu škody, není-li splnění už možné). Závdavek může sloužit i jako odstupné, jestliže se nesjedná zvlášť.